# Admirals-Nunatak
Der Admirals-Nunatak ist ein laut Angabe des UK Antarctic Place-Names Committee 923 m hoher Nunatak auf der Alexander-I.-Insel vor der Westküste der Antarktischen Halbinsel, der aus dem oberen Abschnitt des Uranus-Gletschers im Zentrum der Insel aufragt.
Seine Benennung ist abgeleitet von den Schlittenhundemannschaften „The Admirals“, die im Dienste des Falkland Islands Dependencies Survey bzw. British Antarctic Survey zwischen 1952 und 1994 auf diversen britischen Antarktisstationen eingesetzt wurden.